# Duché d'Hernani
 (signalé en mai 2025).
Si vous disposez d'ouvrages ou d'articles de référence ou si vous connaissez des sites web de qualité traitant du thème abordé ici, merci de compléter l'article en donnant les références utiles à sa vérifiabilité et en les liant à la section « Notes et références ».
- Archive Wikiwix
- Bing
- Cairn
- DuckDuckGo
- E. Universalis
- Gallica
- Google
- G. Books
- G. News
- G. Scholar
- Persée
- Qwant
- (zh) Baidu
- (ru) Yandex
- (wd) trouver des œuvres sur Wikidata

Pour les articles homonymes, voir Hernani (homonymie).
Le duché d'Hernani est un titre nobiliaire espagnol créé par le roi Alphonse XIII par décret royal le 22 janvier 1914 pour Manfredo Louis de Bourbon et Bernaldo de Quirós.
Son successeur était le duc d'Ansola et marquis d'Atarfe. Il a été député et procureur des Cortès, gouverneur de la Ligue des Sociétés de la Croix-Rouge, chevalier de la Toison d'Or parmi tant d'autres charges.
À la suite de son décès sans héritier, le titre revient à l'infante Marguerite de Bourbon.

## Histoire des ducs d'Hernani
Le titre a été créé en faveur de Manfredo Louis de Bourbon et Bernaldo de Quirós (1889-1979). Il était également duc d'Ansola et marquis d'Atarfe. Il a été trois fois grand d'Espagne.
Il s'est marié deux fois. Son premier mariage était avec Laititia Santa Marina y Romero. Ses secondes noces étaient avec Marie Thérèse Mariategui y Artega, qui a hérité des biens de son époux. De ses deux mariages, il n'a eu aucun enfant.

C'est donc son cousin, Jean Walford et de Bourbon, duc de Marchena qui prend sa succession.

### Désignation du successeur
Manfredo de Bourbon n'avait pas de descendance. Par conséquent, il a désigné dans son testament comme successeur l'infante Marguerite de Bourbon, grande sœur du roi Juan Carlos I pour qu'elle puisse transmettre ce titre à ses descendants.

### Titulaire actuel
En 1981, le titre est concédé à l'infante Marguerite de Bourbon, déjà duchesse de Soria. Elle est mariée avec Charles Zurita et Delgado avec qui elle a deux enfants qui possèdent la dignité de grands d'Espagne.
Son premier fils est Alphonse Jean Carlos Zurita et Bourbon, successeur naturel, né à Madrid le 9 août 1973. Il est célibataire et sans enfant.
Son second enfant est Marie Sophie Emilia Carmen Zurita et Bourbon, née à Madrid le 16 septembre 1975. Elle est célibataire et a eu un enfant par insémination artificielle.

## Procès et polémique pour la succession du premier duc
La succession du titre, en 1979, en faveur de l'infante Marguerite a été pacifique mais des années après il y a eu une série de procès initiés par François-Xavier Méndez de Vigo et del ARco (1920-2013) qui était un neveu de sang du premier duc. Son fils, avocat, a provoqué une importante polémique publique et en 2002, il a été condamné pour injures au roi.
Les Méndez de Vigo contestaient le testament de leur oncle Manfredo, qu'il considérait comme faux, et réclamaient la succession du duché d'Hernani comme parents les plus proches. Or, le Tribunal Suprême a confirmé l'infante comme détentrice du titre, en vertu de la liberté de désignation du successeur.
Ils dénonçaient aussi une supposée opération organisée par le roi Juan Carlos I pour s'approprier la collection d'art de grande valeur du duc décédé.